# Стуйна
Стуйна — річка в Україні, у Таращанському районі Київської області. Ліва притока Киндюхи (басейн Дніпра).

## Опис
Довжина річки приблизно 4 км.

## Розташування
Бере початок на північному заході від села Малоберезанське. Тече переважно на південний схід і у південно-західній околиці Степку впадає у річку Киндюху, праву притоку Росі.